# Kalakukko

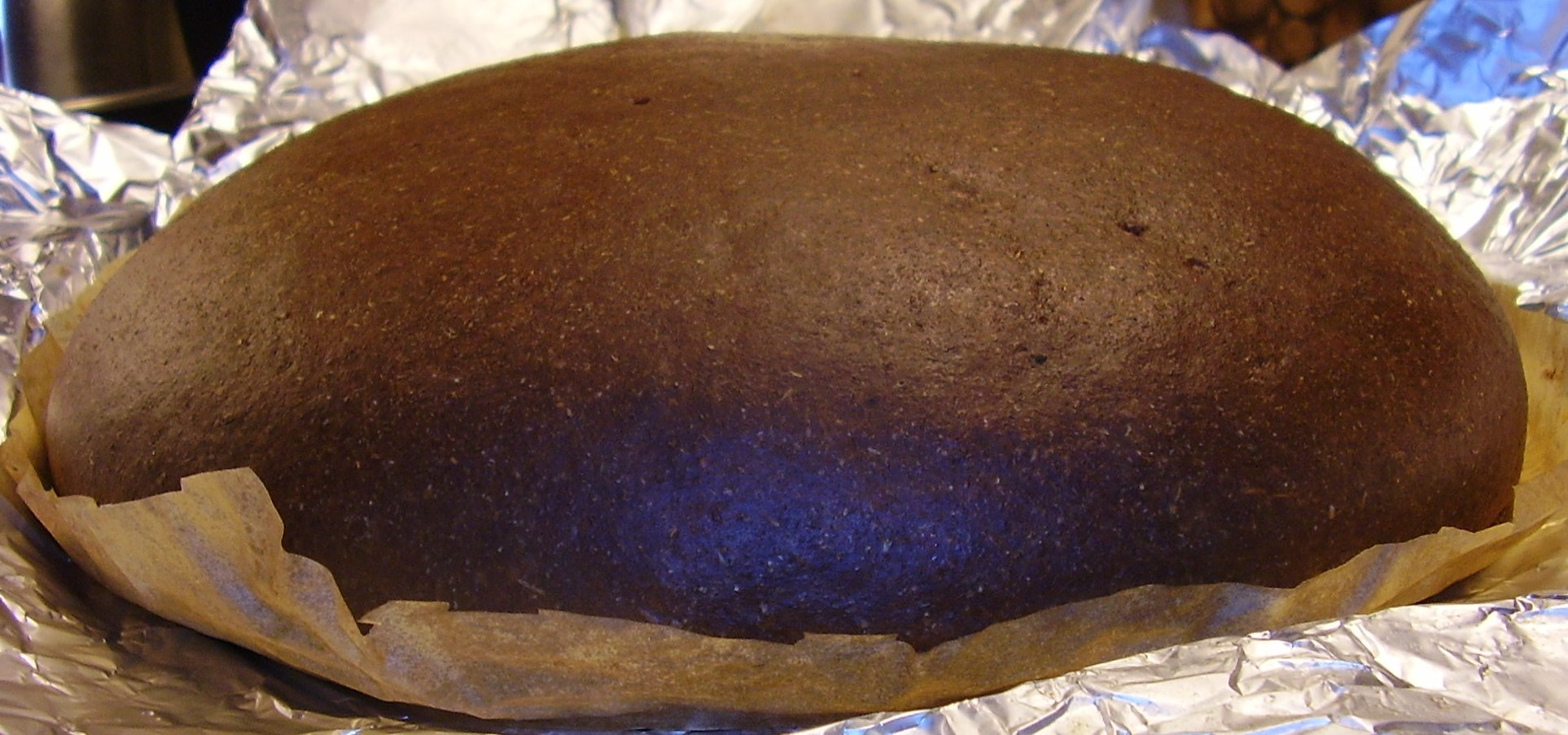
Kalakukko

Kalakukko és un pa tradicional de la regió de Savònia a Finlàndia que porta un peix (kala en finès) que s'ha cuit amb el pa. El Pasty de Cornualla respon al mateix concepte.
Tradicionalment el kalakukko es prepara amb farina de sègol però sovint s'hi afegeix farina de blat. A més de peix pot portar cansalada i carn de porc. Amb la cocció les espines del peix s'han fet toves.
Tradicionalment el peix utilitzat és Coregonus albula (que en finès es diu muikku), or perca europea (en finès ahven), i de vegades salmó.
Des del 2002 Kalakukko té l'estatus d'indicació geogràfica protegida a la Unió Europea.